# San Luis Tenango
San Luis Tenango är en ort i Mexiko.   Den ligger i kommunen Tonaya och delstaten Jalisco, i den södra delen av landet, 500 km väster om huvudstaden Mexico City. San Luis Tenango ligger 851 meter över havet och antalet invånare är 136.
Terrängen runt San Luis Tenango är kuperad. Runt San Luis Tenango är det glesbefolkat, med 18 invånare per kvadratkilometer. Närmaste större samhälle är San Gabriel, 6,7 km sydväst om San Luis Tenango. I omgivningarna runt San Luis Tenango växer huvudsakligen savannskog.